# Ндур, Морис
Морис Ндур (англ. Maurice Daly Ndour; род. 18 июня 1992, Тиес, Сенегал) — сенегальский профессиональный баскетболист, играющий на позиции тяжёлого форварда.

## Карьера
В школьные годы Ндур играл за команду города Окаяма. За время выступления был признан MVP школы, а так же входил в команды «Всех звёзд» в 2009 и 2010 года.
После окончания японской школы в 2011 году, Ндур переехал в США. За 2 года выступления в составе команды колледжа Монро набрал 848 очков, что соответствует 8 месту в списке лучших бомбардиров колледжа. В 2013 году перешёл в университет Огайо.
Не став выбранным на драфте НБА 2015 года Ндур подписал контракт с «Даллас Маверикс» провёл за него 4 предсезонных матча, но из-за травмы ноги покинул команду.
В декабре 2015 года Ндур подписал контракт с «Реал Мадрид». В 12 матчах чемпионата Испании набирал 2,3 очка, 1,8 подбора и 0,7 блок-шота за 9,6 минут игры. В 6 матчах Евролиги набирал 1,7 очков и 1,2 подборов в среднем за 8 минут игры.
В июле 2016 года Ндур стал игроком «Нью-Йорк Никс». За клуб НБА провёл 32 игры, в среднем набирая 3,1 очков, 2 подбора, проводя на паркете по 10,4 минут.
В ноябре 2017 года Ндур перешёл в УНИКС. В 22 матчах Единой лиги ВТБ Морис набирал 10,4 очка и 4,7 подбора в среднем за игру.
14 января 2018 года Ндур установил рекорд Единой лиги ВТБ по количеству бросков без промаха в одной игре. В матче с «Нижним Новгородом» (91:89) на его счету 10 из 10 двухочковых попаданий, 1 трёхочковое и 7 из 7 точных штрафных.
В августе 2018 года подписал новый контракт с УНИКСом по схеме «1+1».
24 января 2019 года стал известен состав команд на «Матч всех звёзд Единой лиги ВТБ». По итогам голосования болельщиков и анкетирования СМИ, в котором приняли участие 20 изданий, Ндур попал в состав команды «Звёзды Мира», но из-за травмы не смог принять участие в игре.
По окончании регулярного сезона Единой лиги ВТБ Ндур был признан «Лучшим по игре в защите». В завершившемся регулярном чемпионате Морис провёл 16 матчей, в которых в среднем набирал 11,1 очка, 4,4 подбора и 0,9 перехвата при 13,3 балла за эффективность действий. Ндур был лучшим в УНИКСе по блок-шотам (1,2), а казанская команда стала лучшей по игре в обороне в регулярном сезоне, пропуская в среднем 74,8 очка за матч.
5 мая 2019 года, во втором матче серии плей-офф против эстонского «Калева» (108:84), Ндур показал второй в истории плей-офф Единой лиги ВТБ показатель эффективности в матче (36). За 21 минуту на площадке Морис записал на свой счет 23 очка, 12 подборов, 2 перехвата и 1 блок-шот.
В июле 2019 года Ндур подписал контракт с «Валенсией». В Евролиге Морис набирал 6,3 очка и 2,4 подбора в среднем за матч. В чемпионате Испании его статистика составила 6,0 очка и 3,7 подбора.
Сезон 2020/2021 Ндур начинал в «Ритасе». В чемпионате Литвы Морис набирал в среднем 17,4 очка и 6 подборов. В Лиге чемпионов ФИБА отметился статистикой в 9,8 очка, 4,8 подбора и 2,8 передачи.
В январе 2021 года Ндур перешёл в «Чжэцзян Голден Буллз».
В октябре 2021 года Ндур вернулся в «Ритас», подписав краткосрочный контракт. В январе 2022 года Морис продлил контракт с литовским клубом до конца сезона 2021/2022, но спустя месяц покинул команду. В 4 матчах Лиги чемпионов ФИБА его статистика составила 12,8 очка, 5,0 подбора, 1,3 передачи и 1,3 перехвата в среднем за игру.
В феврале 2022 года Ндур продолжил карьеру в «Галатасарае».
В феврале 2024 года Ндур перешёл в «Локомотив-Кубань». В 22 матчах Единой лиги ВТБ Морис набирал в среднем 8,1 очка и 4,3 подбора.
В июле 2024 года Ндур стал игроком «Брешии».

## Сборная Сенегала
В августе 2019 года Ндур был включён в заявку сборной Сенегала на чемпионат мира 2019 года.

## Достижения

### Клубные
- Бронзовый призёр Единой лиги ВТБ: 2018/2019
- Чемпион Испании: 2015/2016
- Бронзовый призёр чемпионата России: 2018/2019
- Обладатель Кубка Испании: 2015/2016

### Сборная Сенегала
- Бронзовый призёр чемпионата Африки (2): 2017, 2021